# Andromeda (stjärnbild)
För andra betydelser se Andromeda.
Andromeda (samma på latin) är en stjärnbild på norra stjärnhimlen.
Den är en av de 88 moderna stjärnbilderna som erkänns av den Internationella astronomiska unionen.

## Historik
Andromeda var en av de 48 konstellationerna som listades av astronomen Klaudios Ptolemaios i hans samlingsverk Almagest. 

## Mytologi
Enligt grekisk mytologi var Andromeda en prinsessa, dotter till Kefeus och Kassiopeia. Andromeda kedjades fast vid en klippa för att offras till ett havsmonster som straff för sin mors fåfänga. Andromeda räddades dock av Perseus, som sedan blev hennes make, och efter sin död fick hon sin plats på himlavalvet.

## Läge

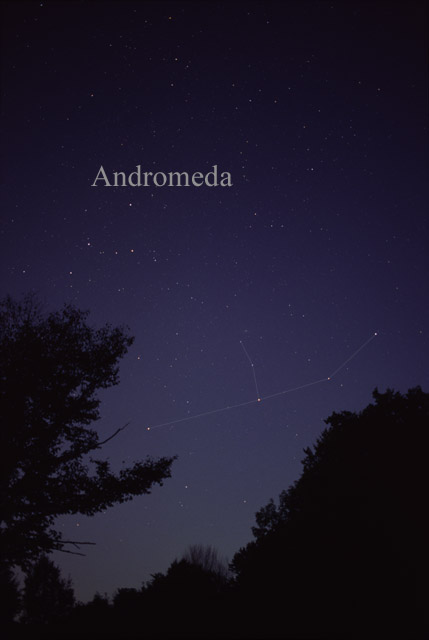
Stjärnbilden Andromeda som den kan ses med blotta ögat.

För att hitta Andromeda är det enklast att utgå från Karlavagnen och de två stjärnor som bildar själva vagnens bakdel. Tänk en linje genom dessa och gå uppåt från Karlavagnen, till nästa starka stjärna. Det är Polstjärnan i Lilla björnen. Fortsätt med blicken tills man ser stjärnor som bildar ett W. Detta är Cassiopeja. Gå nu ungefär lika långt till, där är Andromeda.

## Stjärnor

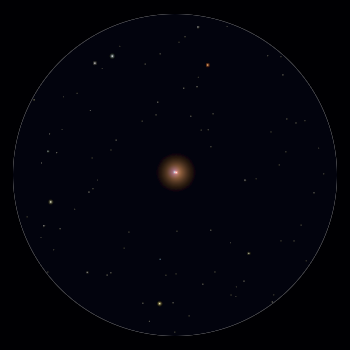
Ett foto av Gamma Andromedae.

En principskiss av stjärnsystemet Gamma Andromedae.

Andromeda är en välkänd stjärnbild med relativt starka stjärnor, där de ljusstarkaste bildar ett utdraget V.
De ljusstarkaste stjärnorna är:
- α - Alpheratz (Alfa Andromedae, Sirrah) är ljusstarkast i stjärnbilden med magnitud 2,06. Stjärnan bildar tillsammans med Alfa, Beta och Gamma i Pegasus hörnen i den asterism som kallas Kvadraten i Pegasus. 
 Stjärnan är en spektroskopisk dubbelstjärna där huvudstjärnan är en blåvit underjätte och Alfa2 Canum Venaticorum-variabel av spektralklass B8IV-VHgMn.[8] Dess atmosfär innehåller abnormt höga nivåer av kvicksilver, mangan och andra grundämnen som gallium och xenon.[9] Den är den ljusaste kända kvicksilver-mangan-stjärnan.[10] 
 Andrastjärnan är en vit stjärna på huvudserien av magnitud 4,21.
- β - Mirach (Beta Andromedae) är en oregelbunden röd jätte som är ungefär lika ljusstark som Alpheratz. Dess magnitud varierar 2,01-2,10 och spektralklassen är M0III. Mirach ligger endast sju bågminuter från galaxen NGC 404. Galaxen har smeknamnet ”Mirachs spöke” eftersom dess närhet gör stjärnan svår att observera och fotografera.
- γ - Almach (Gamma Andromedae) är en fyrdubbel stjärna med den kombinerade magnituden 2,10. Huvudstjärnan γ1 är en orange ljusstark jätte och γ2 är blåvit vilket blir en fin kombination. γ2 är i sig en trippelstjärna.
- δ - Delta Andromedae är en spektroskopisk dubbelstjärna med magnitud 3,28, där huvudstjärnan är en orange jätte.
- 51 Andromedae (Nembus) är en orange jätte av magnitud 3,57 och är därmed den femte ljusstarkaste stjärnan i Andromeda. Den av spektralklass K3III. Ptolemaios förde Nembus till stjärnbilden Andromeda, men Johann Bayer flyttade stjärnan till Perseus när han gav stjärnbilderna Bayer-beteckningar. Den blev Ypsilon Persei, tills den engelske astronomen John Flamsteed flyttade tillbaka den till Andromeda.
- ο - Omikron Andromedae är en fyrdubbel stjärna, Be-stjärna och Gamma Cassiopeiae-variabel av magnitud 3,62.
- λ - Lambda Andromedae är en gul jätte och RS Canum Venaticorum-variabel av magnitud 3,82.
- μ - My Andromedae är en vit stjärna med spektralklass A5V av magnitud 3,87.
- ζ - Zeta Andromedae är en orange jätte och ellipsoidisk variabel av magnitud 3,92 till 4,14.
- υ - Ypsilon Andromedae är en dubbelstjärna av magnitud 4,10 där huvudstjärnan är en gulvit stjärna och följeslagaren är röd. Ypsilon Andromedae har åtminstone fyra planeter som förmodas vara av Jupiter-typ.

Några ljussvagare stjärnor är:
- ν - Ny Andromedae är en dubbelstjärna av magnitud 4,53. Huvudstjärnan är en gulvit underjätte och följeslagaren är en röd dvärgstjärna.
- R Andromedae är en röd jätte och Miravariabel. Dess magnitud varierar mellan 5,8 och 15,2 med en period av 409 dygn.
- Ross 248 (HH Andromedae) är en röd dvärg av magnitud 12.28 som ligger omkring 10,3 ljusår från jorden och som därmed är den nionde närmaste stjärnan. Om 33 000 år kommer Ross 248 att komma närmare oss än Proxima Centauri och blir då vår allra närmaste stjärna.

## Djuprymdsobjekt

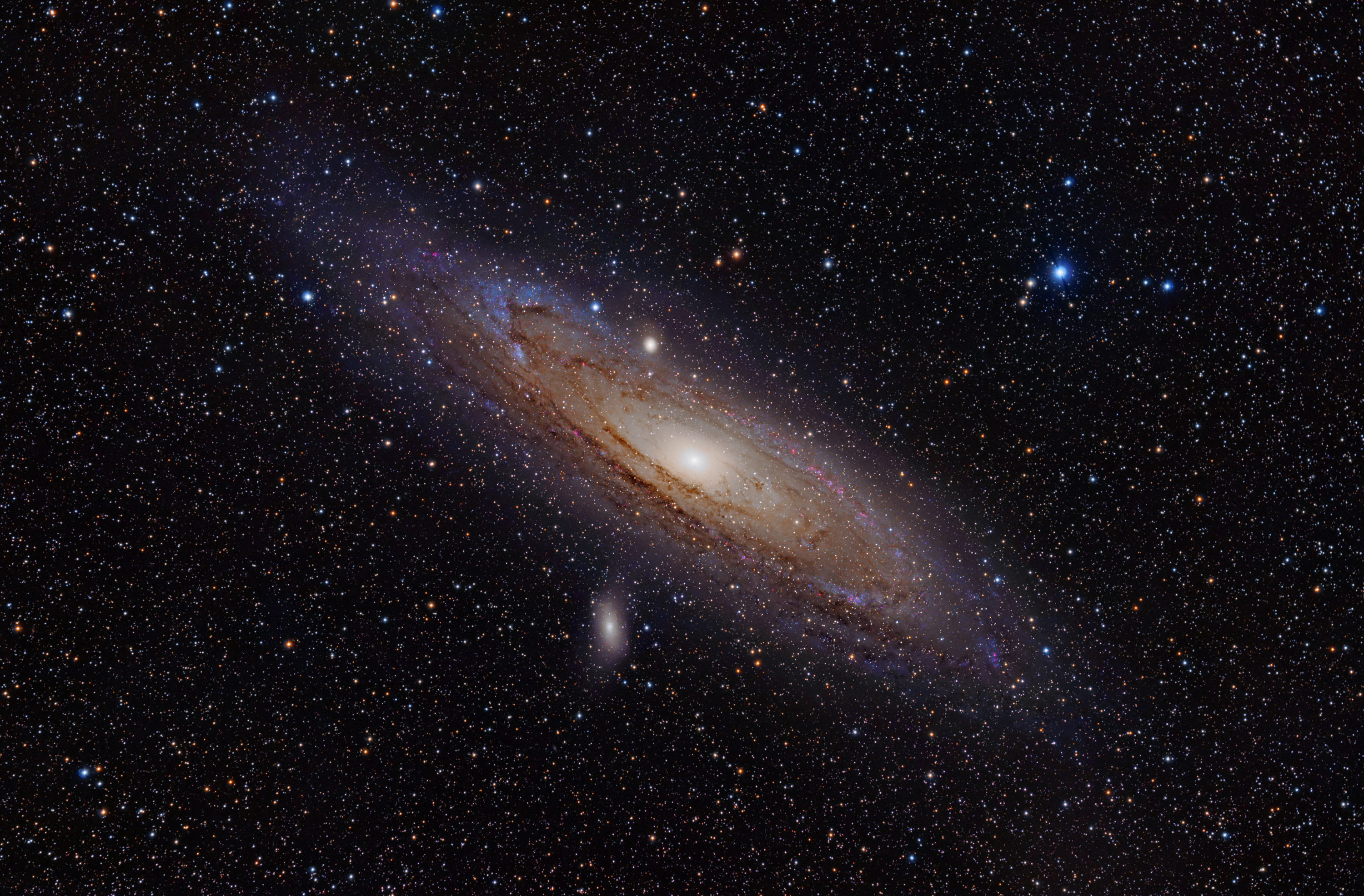
Andromedagalaxen, en spiralgalax av typ Sb.

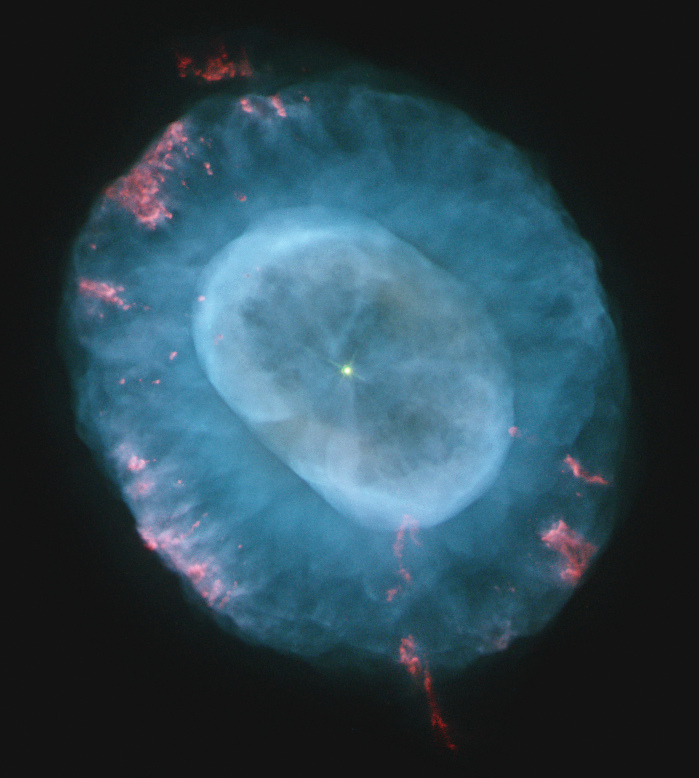
Blå snöbollsnebulosan.

### Stjärnhopar
- NGC 272 är en asterism av magnitud 8,5.
- NGC 752 (Caldwell 28) är en öppen stjärnhop av magnitud 5,7.
- NGC 7686 är en öppen stjärnhop av magnitud 5,6.

### Galaxer
Stjärnbilden innehåller tre Messierobjekt och bland dessa vår närmaste granngalax.
- Andromedagalaxen (Messier 31, NGC 224) är en spiralgalax och vår närmaste granngalax. Den befinner sig på ett avstånd av ungefär 2,5 miljoner ljusår. Den är det avlägsnaste objekt som är synligt för blotta ögat och har en magnitud av 3,4, vilket också gör den till ett av de ljusstarkaste Messierobjekten på stjärnhimlen. Den består av 200-400 miljarder stjärnor. 
 Inuti Andromedagalaxen finns stjärnhopen NGC 206 och 14 kända dvärggalaxer.

Eftersom vår galax inte kan ses från utsidan, våra sonder har nyligen lämnat vårt solsystem. För att visa hur man tänker sig hur vår galax, Vintergatan ser ut, används just Andromedagalaxen som modell för hur man tänker sig att Vintergatan ser ut.
- Messier 32 (NGC 221) är en dvärggalax, tillika satellitgalax till Andromedagalaxen och är av magnitud 8,1. Den befinner sig på ett avstånd av 2,65 miljoner ljusår. M32 var den först upptäckta elliptiska galaxen (1749). M32 är 6500 ljusår i diameter och består mest av äldre stjärnor. I centrum har den ett supermassivt svart hål med en massa som uppskattas till mellan 1,5 och 5 miljoner solmassor.
- Messier 110 (NGC 205) är också en elliptisk galax på 2,9 miljoner ljusårs avstånd, magnitud 8,1. M110 visar tecken som stjärnbildning.
- NGC 891 (Caldwell 23) är en spiralgalax av magnitud 9,9.

### Nebulosor
- NGC 7662 (Blå snöbollsnebulosan, Caldwell 22) är en planetarisk nebulosa av magnitud 8,3.

## Landskapsstjärnbild
Andromeda är Gästriklands landskapsstjärnbild.